# Louvignies-Quesnoy
Louvignies-Quesnoy è un comune francese di 966 abitanti situato nel dipartimento del Nord nella regione dell'Alta Francia.
Il territorio comunale è bagnato dal fiume Écaillon.

## Società

### Evoluzione demografica
Abitanti censiti